# 姥塚古墳 (笛吹市)
姥塚古墳（うばづかこふん）は、山梨県笛吹市御坂町下井之上にある古墳。形状は円墳。山梨県指定史跡に指定されている（指定名称は「姥塚」）。

## 概要

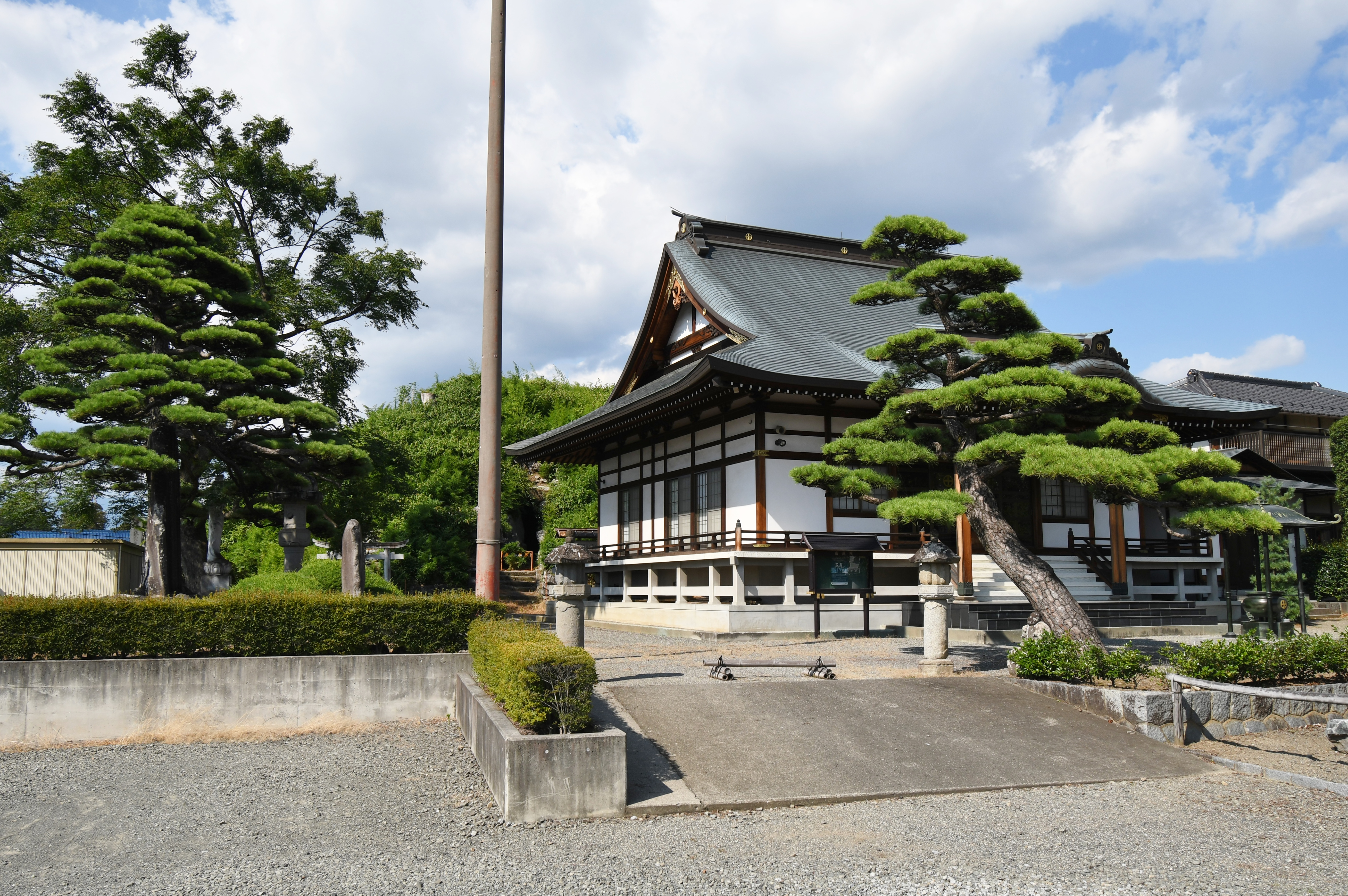
南照院本堂（右）・姥塚古墳（左奥）

甲府盆地南東部、金川扇状地の左岸扇端部に築造された大型円墳である。現在は慈眼山南照院境内に位置し、石室内には聖観音像が祀られる。これまでに測量調査のほか、南側周溝部の発掘調査が実施されている。
墳形は円形で、直径約40メートル・高さ10メートルを測る。埋葬施設は右片袖式の横穴式石室で、南西方向に開口する。現存石室長17.54メートルを測る非常に大型の石室であり、山梨県では最大規模かつ東日本でも屈指の規模になる。盗掘に遭っているため副葬品は詳らかでない。
築造時期は、古墳時代後期の6世紀末葉（または6世紀後半）頃と推定される。南側には同時期の集落遺跡として二之宮・姥塚遺跡が広がる。甲斐地方では古墳時代前期に甲斐銚子塚古墳（甲府市下曽根町）が築造されて以降、中期に大型古墳は築造されていないが、後期には本古墳のほか加牟那塚古墳・万寿森古墳（いずれも甲府市千塚）といった大型石室墳が築造されており、特殊な様相を呈する。なお伝承では、山姥が大男と競争して造ったため「姥塚」といい、聖徳太子が甲斐に入ったときに愛馬が倒れて葬ったので「御馬塚（おんばづか）」というとする。
古墳域は1965年（昭和40年）に山梨県指定史跡に指定されている。

## 遺跡歴
- 1965年（昭和40年）5月13日、山梨県指定史跡に指定[2]。
- 1966年（昭和41年）、墳丘・石室の測量調査[1]。
- 1992年（平成4年）、南照院庫裏建設に伴う南側周溝部の発掘調査[1]。

## 埋葬施設

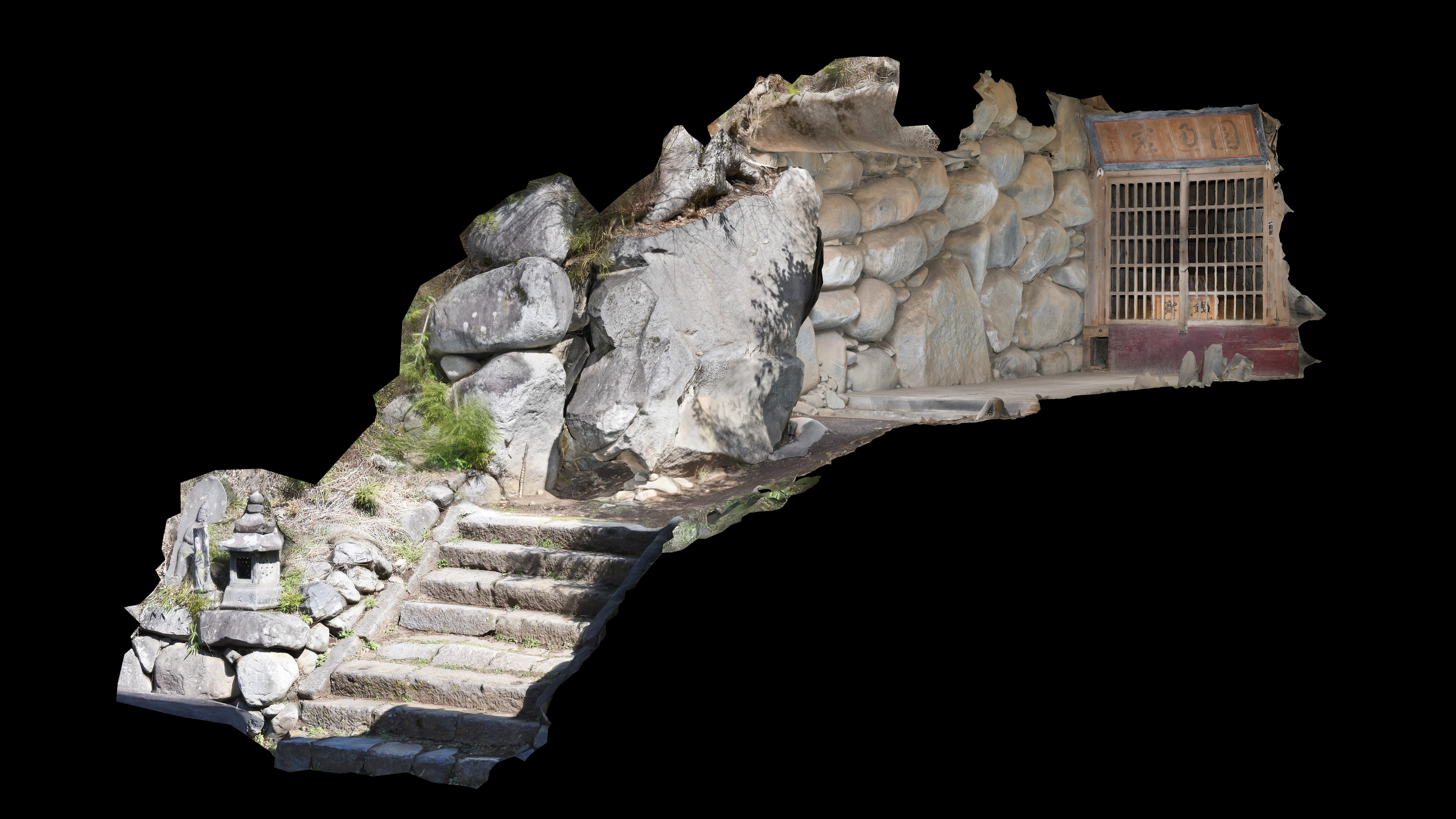
石室パース図

石室展開図

埋葬施設としては右片袖式横穴式石室が構築されており、南西方向に開口する。石室の規模は次の通り。
- 石室全長：17.54メートル（現存部）
- 玄室：長さ9メートル、幅3.3メートル（奥壁部）・3メートル（玄門部）、高さ4.2メートル
- 羨道：幅2.4メートル（玄門部）、高さ2.5メートル

石室の石材は1-1.5メートルの自然石で、乱石積みによって構築される。玄室の奥壁は2段積みで、下段は2枚組、上段は1枚石からなる。天井石は玄室部で5枚、羨道部で4枚（開口部の1枚は崩落）。玄室と羨道の境は、幅0.9メートル・高さ約2メートルの方柱状柱石で区画される。
なお、南照院境内には大型の石材が点在することから、羨道はさらに5-6メートル長くなるとする説がある。

俯瞰図
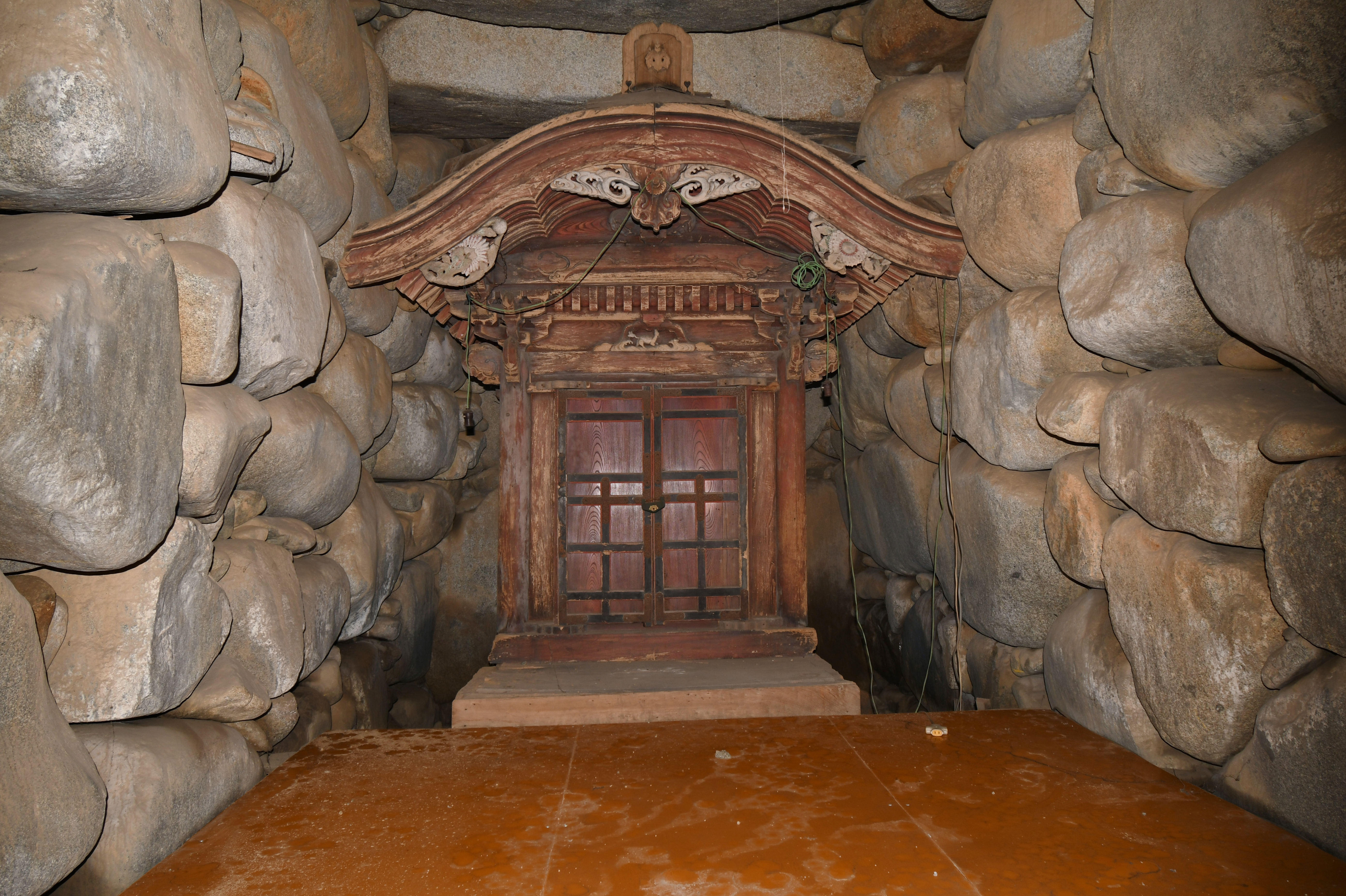
玄室（奥壁方向）
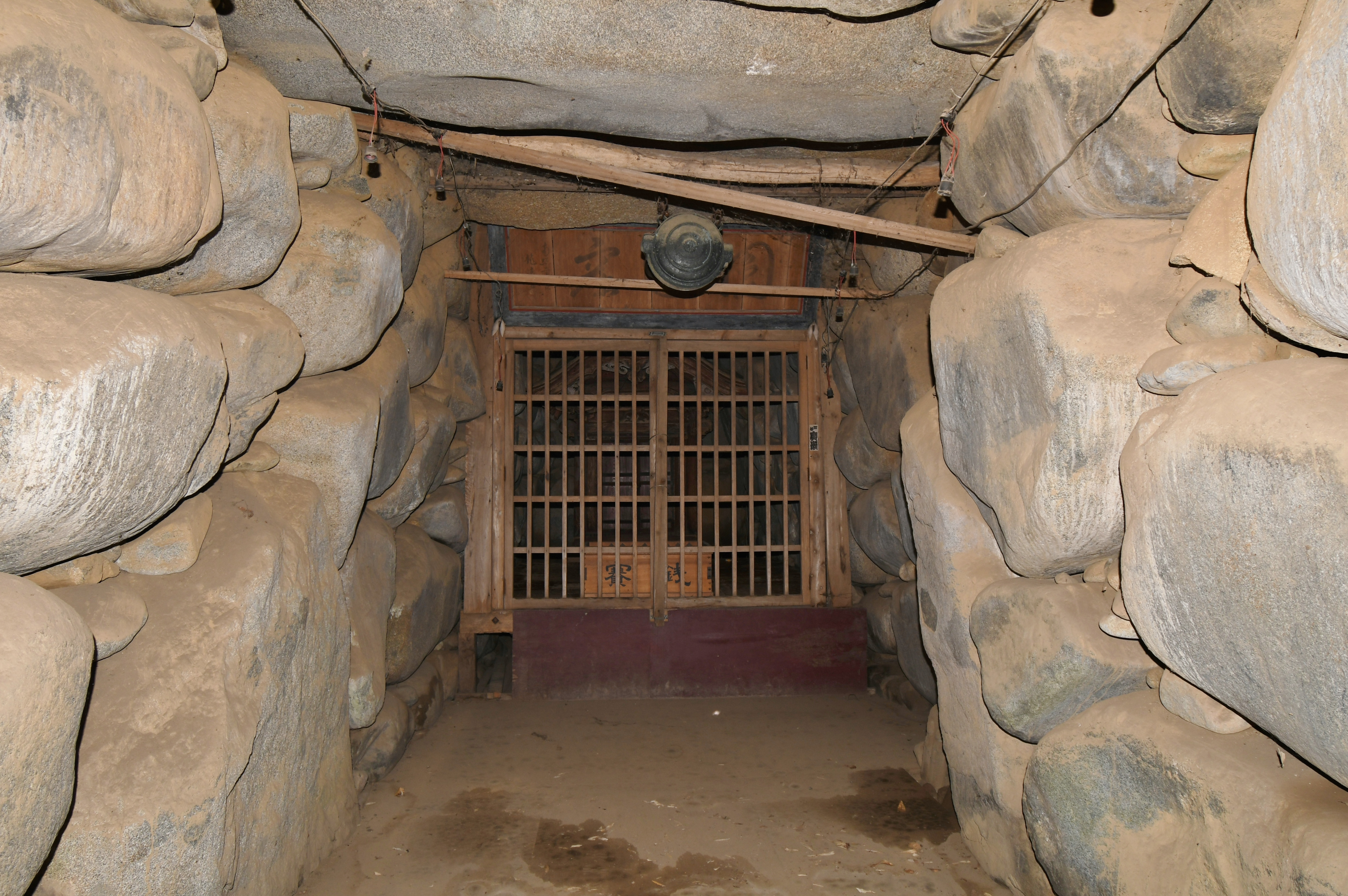
玄室（奥壁方向）
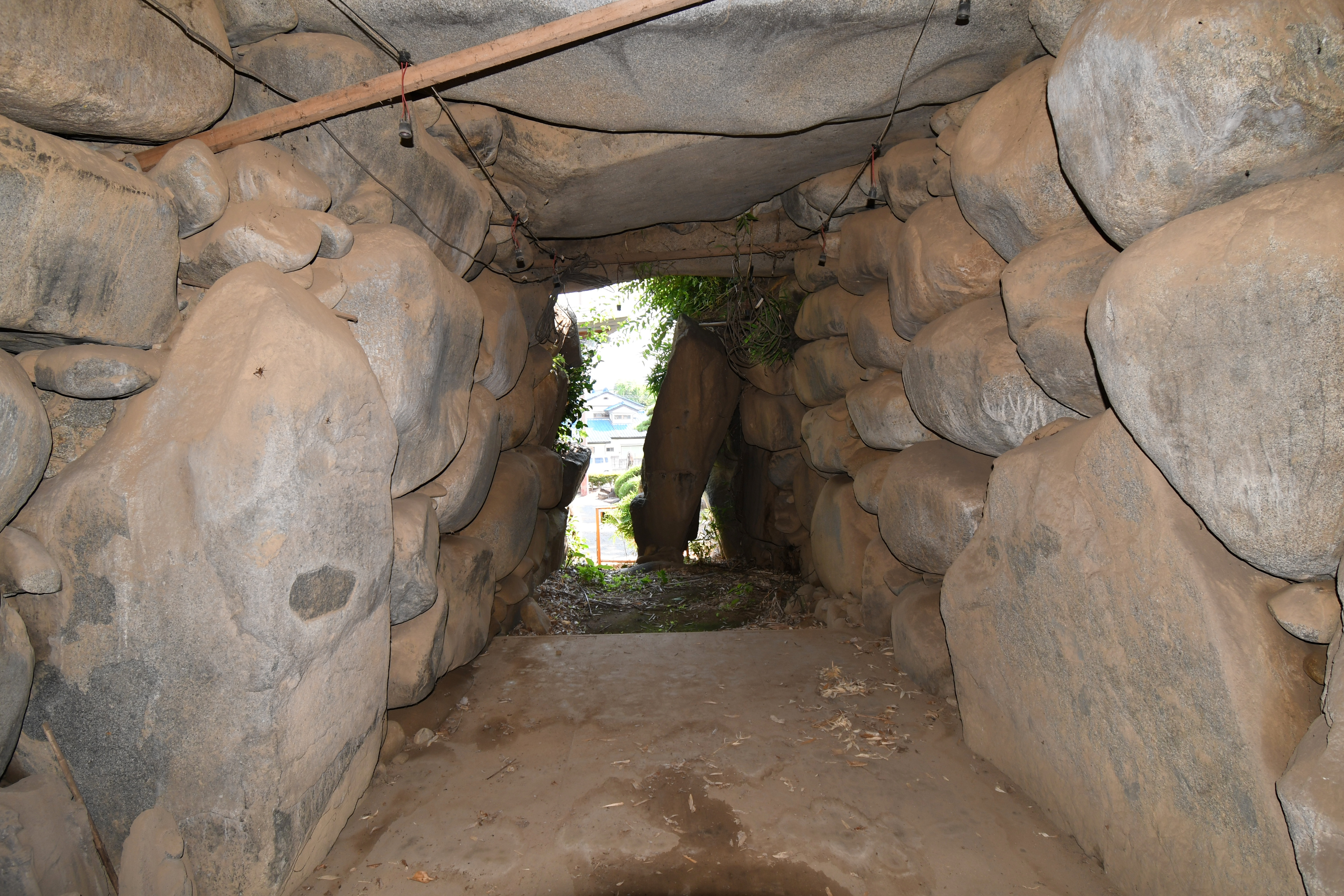
玄室（羨道方向）
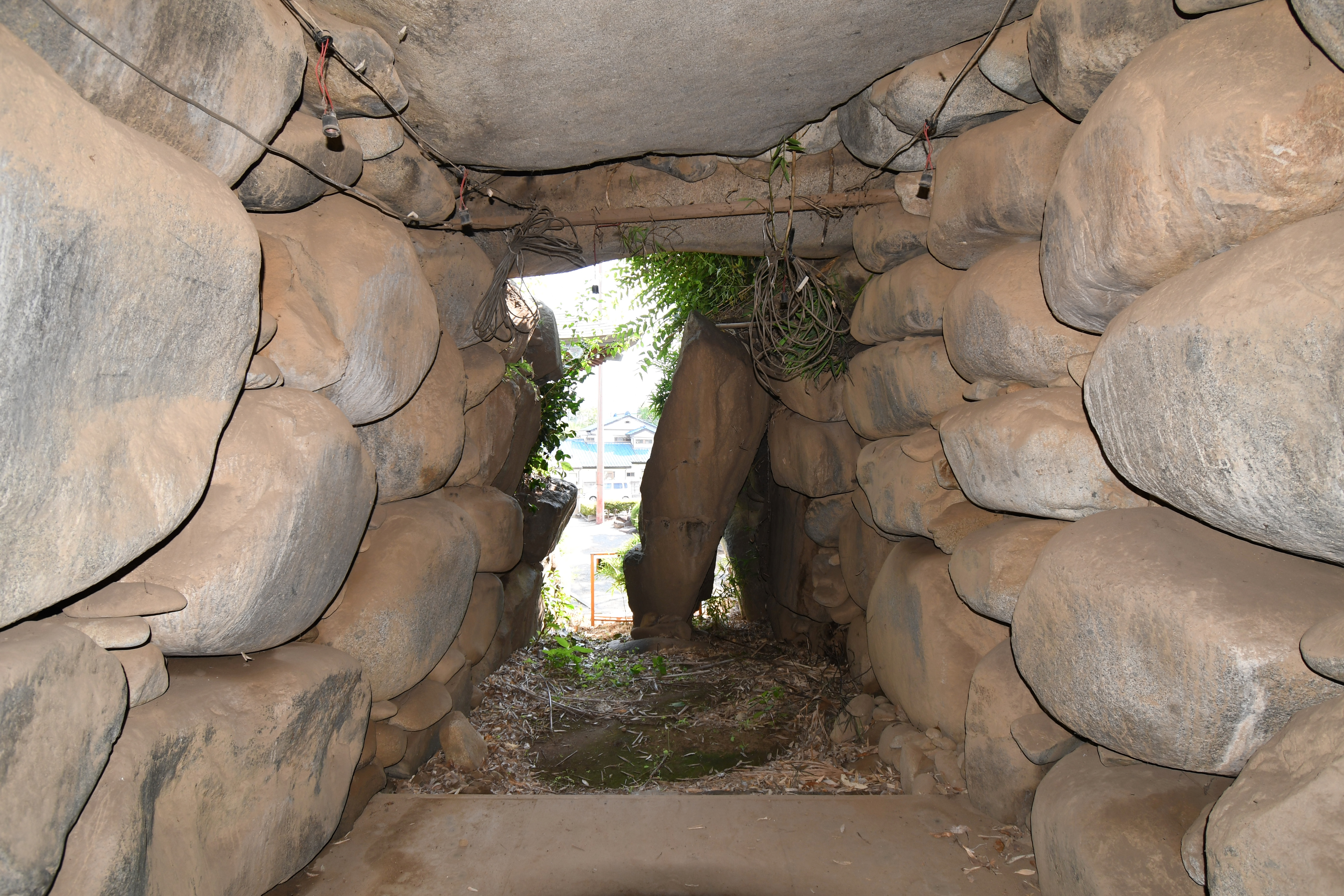
羨道（開口部方向）
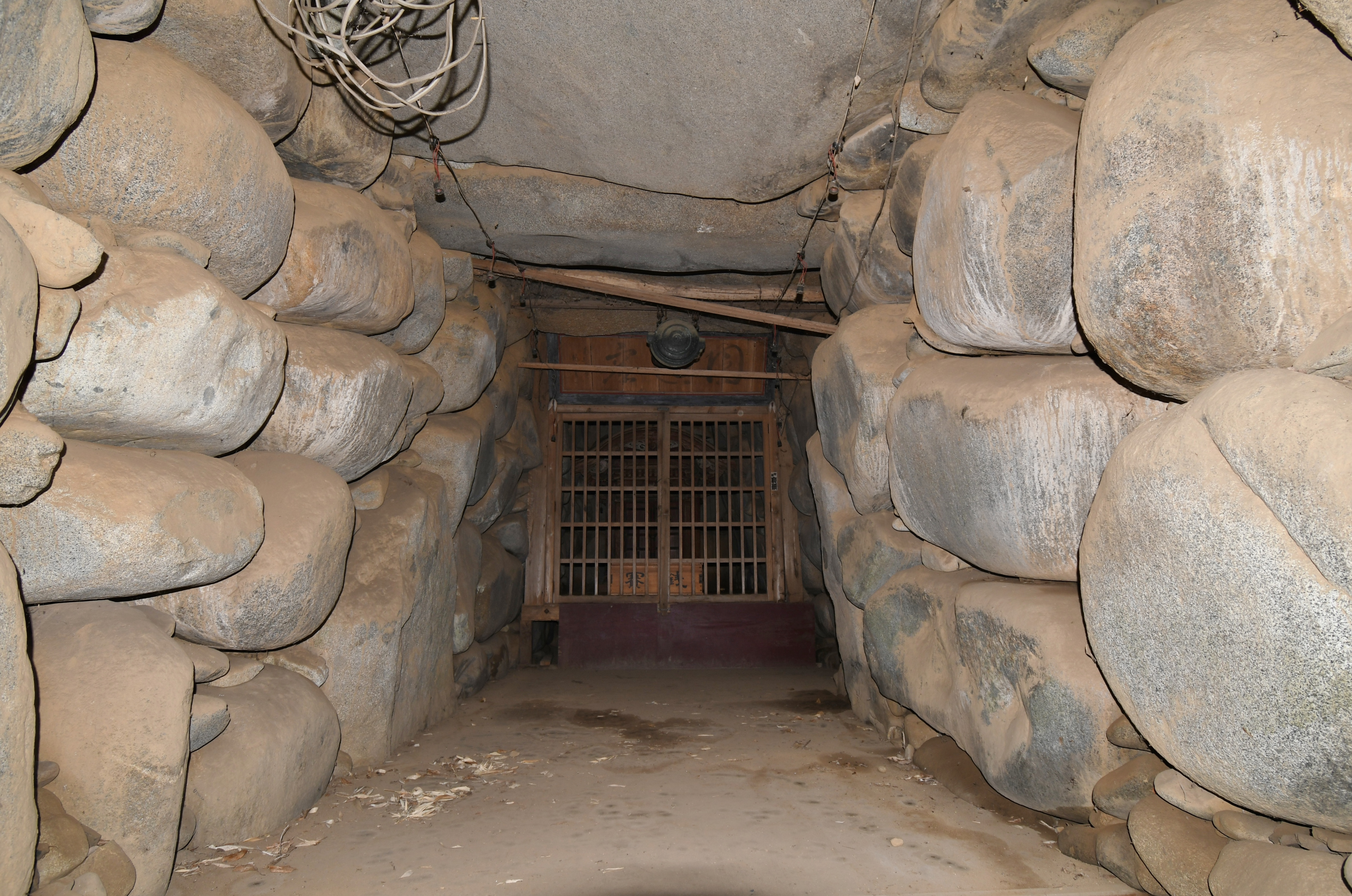
羨道（玄室方向）
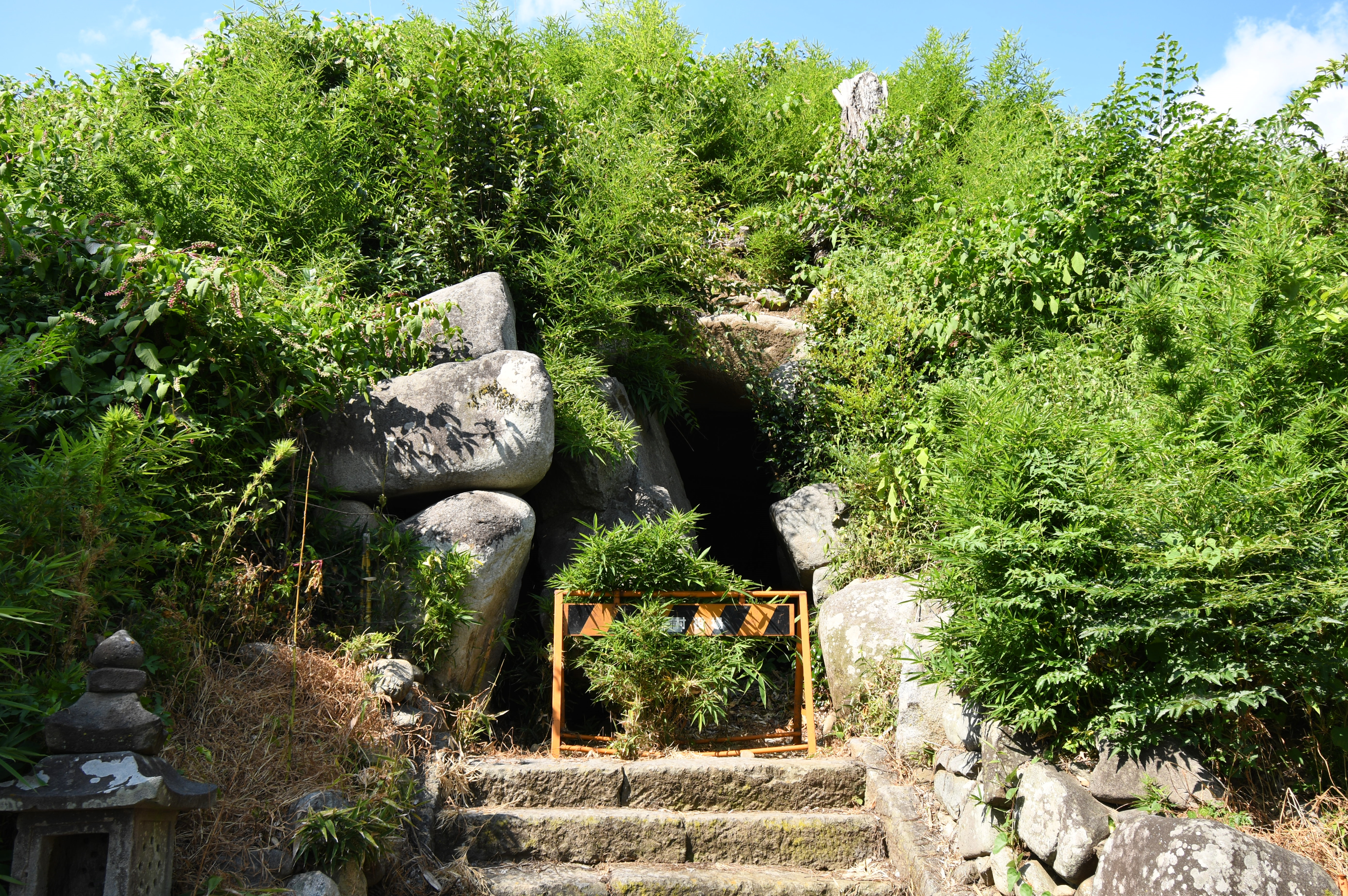
開口部

## 文化財

### 山梨県指定文化財
- 史跡
  - 姥塚 - 1965年（昭和40年）5月13日指定[2][4]。

## 関連項目

井之上古墳出土 陶棺國學院大學博物館展示。